# جامعة كيوتو

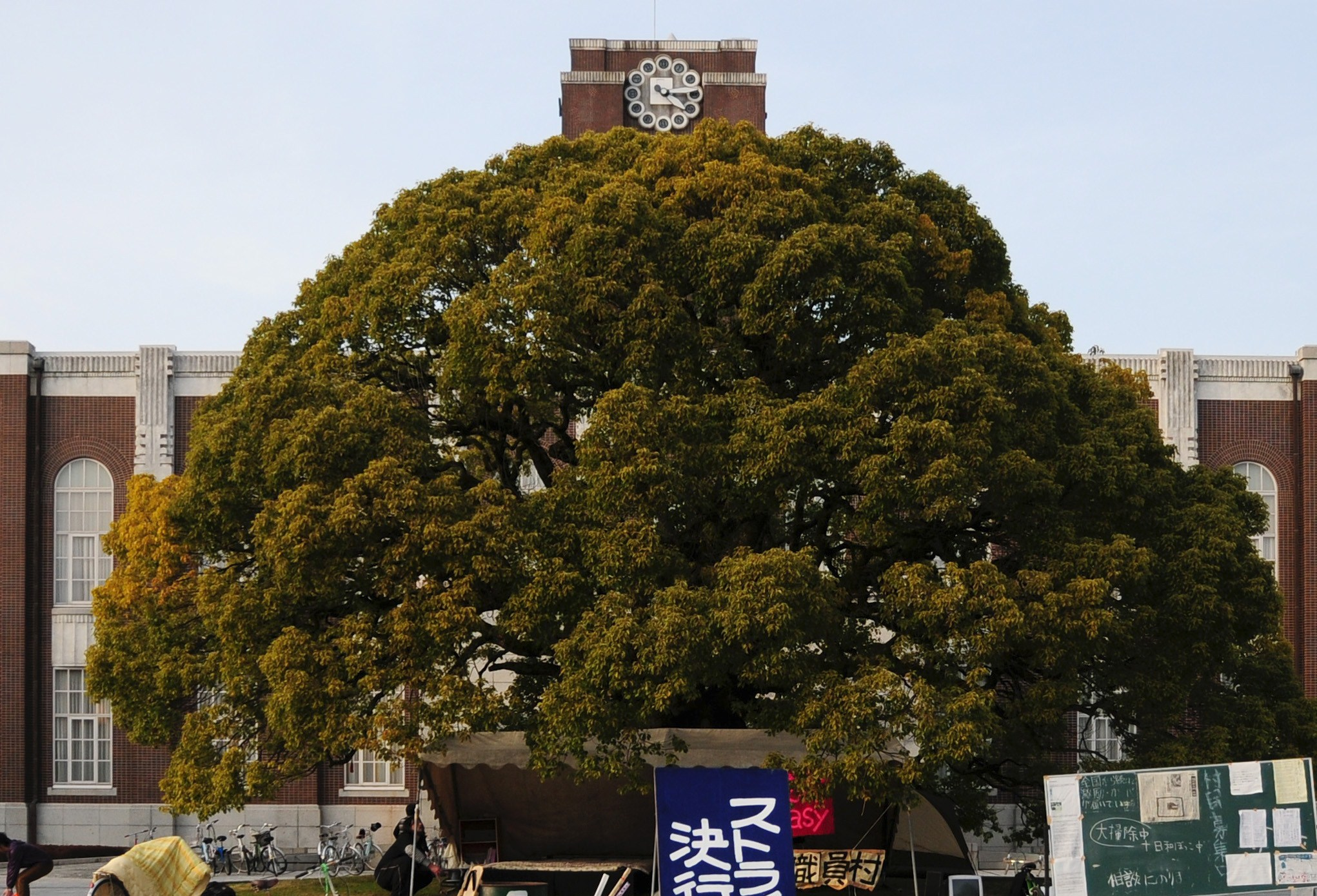
شجرة الكافور بجامعة كيوتو

جامعة كيوتو باليابانية والإنجليزية تكتب (京都大学, Kyōto daigaku) وعادة ماتختصر بـ كيوداي (京大, Kyōdai) هي جامعة وطنية للتعليم المشترك والابحاث في اليابان. تعتبر ثاني أقدم جامعة في اليابان وفي مقدمة الجامعات اليابانية والآسيوية في الأبحاث. بها ما يقارب ال22,000 طالب في مرحلة البكالوريوس.

## تاريخ الجامعة
كانت بداية الجامعة بمدرسة للكيمياء (舎密局, Seimi-kyoku) انشئت في اوساكا عام 1869 ميلادية، وبالرغم من اسمها كانت تدرس الفيزياء في نفس المدرسة. بعد ذلك انشئ (第三髙等學校, Daisan kōtō gakkō) بموقع المدرسة الكيمياء عام 1886 ثم نقلت لتكون في الحرم الرئيسي من نفس العام.
كانت جامعة كيوتو الإمبراطورية جزء من منظومة الجامعات الامبراطورية التي أسسئت عام 1897 واستخدمت لاجل ذلك مباني Third Higher School. وفي العام نفسه أسست كلية العلوم والتكنولوجيا بعد ذلك تم إنشاء كلية القانون والطب في عام 1899 وكلية الآداب في 1906.

## الحرم الجامعي
للجامعة ثلاثة أحرم جامعية هي
- يوشويدا بكيوتو
- قوكاشو باوجي
- كاتسورا بكيوتو

## الكليات والدراسات العليا

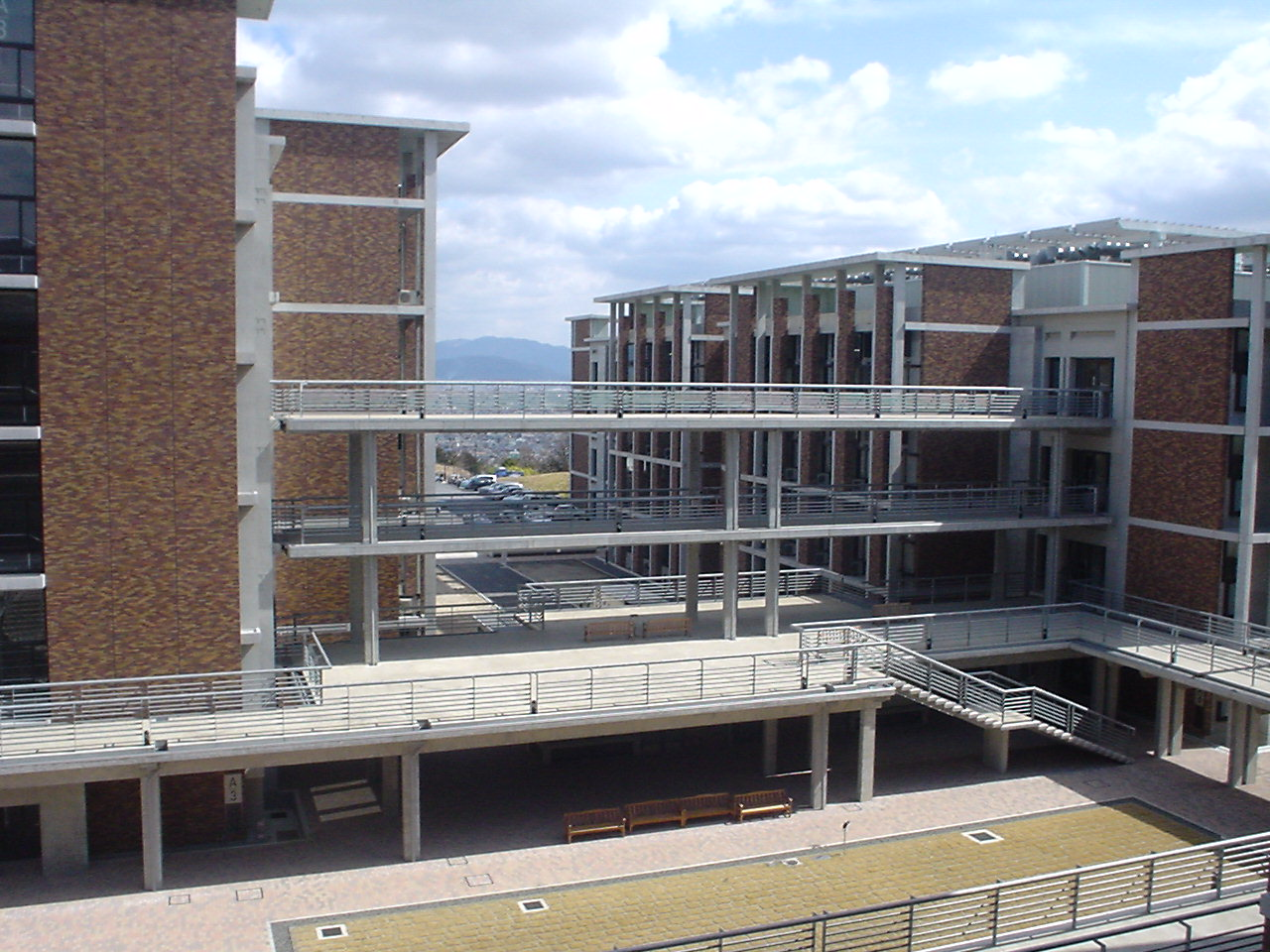
كلية الهندسة

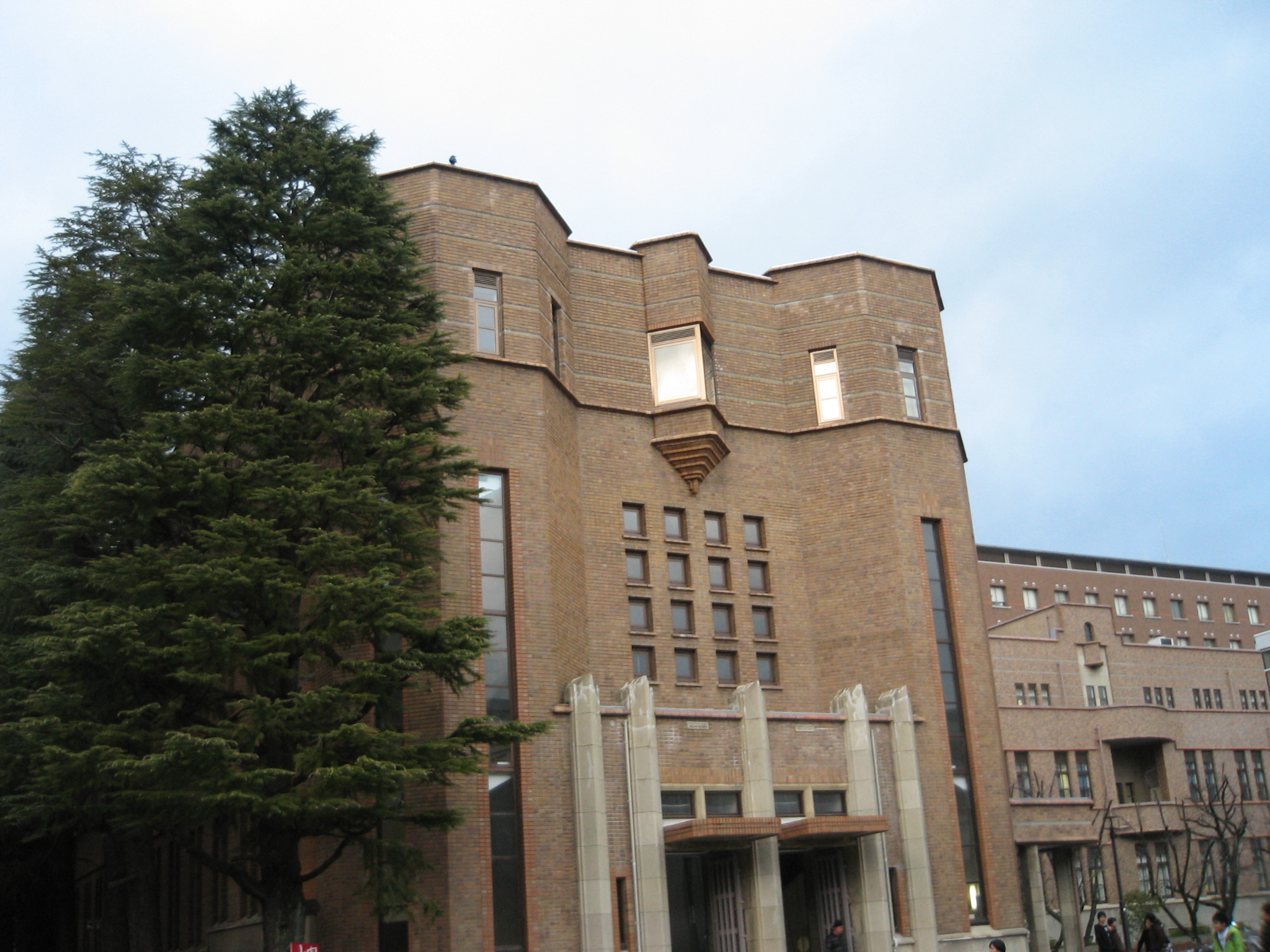
كلية القانون

- الدراسات الإنسانية المتكاملة
- الآداب
- التعليم
- القانون
- الاقتصاد
- العلوم
- الطب ويتبعها المستشفيات الجامعية
- العلوم الصيدلية
- الهندسة
- الزراعة
- علوم الطاقة
- دراسات المنطقة الافروآسيوية
- تقنية المعلومات
- دراسات الحيوية
- دراسات البيئة العالمية

## معاهد الأبحاث والمراكز
- معهد أبحاث الكيمياء
- معهد الدراسات الإنسانية
- معهد العلوم الطبية الحدودية
- معهد الطاقة المتقدمة
- معهد أبحاث الأخشاب
- معهد يوكاوا للفيزياء النظرية
- معهد أبحاث الفيروسات
- معهد أبحاث علوم الرياضيات
- معهد أبحاث المفاعلات
- معهد أبحاث القردة
- مركز دراسات جنوب شرق آسيا
- المركز الأكاديمي للحسابات ودراسات الاعلامية
- مركز الأحياء الإشعاعي
- مركز علم الراديو للفضاء والجو
- مركز البحوث البيئية
- مركز بحوث النظائر المشعة
- مركز حفظ البيئة
- مركز علم الأحياء الجزيئية وعلم الوراثة
- مركز تبادل الطلاب
- مركز أبحاث للدراسات العليا
- متحف الجامعة
- مركز أبحاث للدراجات المنخفضة وعلوم المواد
- مركز صحة الطلاب
- مركز أبحاث للعلوم الرياضية
- مركز استشارات
- أرشيف الجامعة
- مركز العمليات الأثرية
- مركز دراسات المنطقة الأفريقية
- مختبر المشاريع التجارية
- الخدمات الصحية والطبية

## خريجون بارزون
- هيديكي يوكاوا حاصل على جائزة نوبل للفيزياء
- شيننيتشيرو توموناقا حاصل على جائزة نوبل للفيزياء
- ليو اساكي حاصل على جائزة نوبل للفيزياء

وغيرهم الكثير

## وصلات خارجية
موقع جامعة كيوتو باللغة الإنجليزية